# Кандул Роман Григорович
Рома́н Григо́рович Кандул (нар. 9 липня 1983, смт Семенівка, Семенівський район, Полтавська область, Українська РСР — 26 березня 2017, с. Малинівка, Слов'янський район, Донецька область, Україна) — український військовий льотчик, старший лейтенант Збройних сил України, учасник російсько-української війни.

## Біографія
Народився 1983 року в смт Семенівка на Полтавщині. Навчався у Семенівській школі № 2, потім у Семенівській школі № 1, яку закінчив у 2000 році.
2005 року закінчив Харківський національний університет повітряних сил імені Івана Кожедуба. З 2009 проходив військову службу у 831-ій бригаді тактичної авіації в Миргороді. З 2015 проходив службу в Полтаві. Захоплювався масштабним моделюванням. Був консультантом проекту Aviation Fans' Shop (сувенірна продукція на авіаційну тематику).
Старший лейтенант, бортовий авіаційний технік екіпажу військового гелікоптера Мі-2 вертолітної ескадрильї 18-ї окремої бригади армійської авіації Сухопутних військ, в/ч А3384, м. Полтава.
З лютого 2017 року перебував у відрядженні в Краматорську, у складі екіпажу вертольота Мі-2, разом з командиром екіпажу підполковником Євгенієм Волошиним та з другим пілотом капітаном Дмитром Мовчаном. Їхній вертоліт («бджілка», як вони його називали) виконував роль повітряного «таксі», перевозив вантажі та особовий склад Генштабу і Збройних сил у районі проведення АТО, поблизу лінії фронту.
26 березня 2017 року близько 15:00 військовий гелікоптер Мі-2 зазнав авіакатастрофи поблизу села Малинівка Слов'янського району Донецької області, за 13 км від аеродрому Краматорська. За попередніми висновками, вертоліт, що летів на малій висоті, зачепився за лінії електропередач і впав. Загинули троє членів екіпажу, — підполковник Євгеній Волошин, капітан Дмитро Мовчан і старший лейтенант Роман Кандул, та два пасажири — офіцери Озброєння ЗСУ полковники Валерій Мельник і Віктор Калитич.
30 березня з військовими льотчиками попрощались у Полтаві. Панахида пройшла в Авіамістечку, на території 18-ї бригади армійської авіації, в/ч А3384. Наступного дня похований на кладовищі смт Семенівка.
Батько Романа помер, залишились мати, молодший брат, дружина та двоє дітей, — 4-річний син Олег і новонароджена донька Анна, яка народилася 24 лютого 2017 року, коли Роман був на Сході.

## Нагороди та вшанування
За особисту мужність і самовіддані дії, виявлені у захисті державного суверенітету та територіальної цілісності України, зразкове виконання військового обов'язку нагороджений орденом Богдана Хмельницького III ступеня (посмертно, указ Президента України від 11.10.2017 № 318/2017).
На визнання вагомих особистих заслуг перед Полтавщиною та Україною, за зразкове виконання військового і громадянського обов'язку, мужність і героїзм, виявлені у захисті державного суверенітету та територіальної цілісності України, занесений до Книги Пошани Полтавської обласної ради (посмертно, розпорядження голови Полтавської облради від 02.03.2018 № 40).